# Мартин Бубер
Мартин Бубер (на немски: Martin Buber) е австрийско-израелски философ, един от представителите на екзистенциалната философия на 20 век.

## Биография
Роден е на 8 февруари 1878 година във Виена, тогава в пределите на Австро-Унгария, в еврейско семейство. Израства в Лемберг (днес Лвов, Украйна). Следва философия в университетите във Виена, Лайпциг, Берлин и Цюрих. Известно време е активен деец на ционисткото движение. Издава еврейско религиозно списание, преподава еврейска религиозна философия и етика във Франкфуртския университет (1924 – 1933), като прави нов превод на Стария Завет на немски език.
През 1933 емигрира от Германия в Швейцария. Бубер се противопоставя на нацисткия национализъм и през 1938 емигрира в Палестина (днес Израел), където става професор по социална психология в Староеврейския университет до 1951. В периода 1960 – 1962 е президент на Академията на науките на Израел.
Умира на 13 юни 1965 година в Ерусалим на 87-годишна възраст.

## Философия
Мартин Бубер е известен най-вече със своята философия на диалога, определяна още като форма на религиозен екзистенциализъм, фокусирана върху разграничението между отношенията: Аз–Ти и Аз–То. Първото е отношението между две личности, второто – между личността и всичко, което е извън нея – света, вещите и др.

## Избрана библиография
- Die Geschichten des Rabbi Nachman. 1906.
- Редактор на поредицата Die Gesellschaft. 1906 – 1912, 40 тома.
- Die fünfzigste Pforte. 1907.
- Die Legende des Baalschem. 1908.
- Ekstatische Konfessionen. 1909.
- Reden und Gleichnisse des Tschuang Tse. 1910.
- Drei Reden über das Judentum. 1911.
- Daniel. Gespräche von der Verwirklichung. 1913.
- Vom Geist des Judentums. Reden und Geleitworte. 1916.
- Die jüdische Bewegung. Gesammelte Aufsätze und Ansprachen 1900 – 1915. 1916.
- Ereignisse und Begegnungen. 1920.
- Ich und Du. 1923.
- Die Schrift. (verdeutscht von Martin Buber gemeinsam mit Franz Rosenzweig), 1926 – 1938.
- Die chassidischen Bücher. 1928.
- Zwiesprache. (Erstdruck 1929, Buchausgabe 1932), u. a. in: Das dialogische Prinzip.
- Königtum Gottes. 1932.
- Kampf um Israel. Reden und Schriften 1921 – 1932. 1933.
- Die Frage an den Einzelnen. 1936, in: Das dialogische Prinzip.
- Das Problem des Menschen. 1948.
- Gog und Magog. 1949.
- Die Erzählungen der Chassidim. 1949.
- Zwei Glaubensweisen. 1950.
- Pfade in Utopia. Über Gemeinschaft und deren Verwirklichung. 1950 (vor allem eine Auseinandersetzung mit den Ideen von Gustav Landauer).
- Der utopische Sozialismus. 1952 und 1967 [Ergänzung zum Band Pfade in Utopia].
- Gottesfinsternis. Betrachtungen zur Beziehung zwischen Religion und Philosophie. 1953.
- Elemente des Zwischenmenschlichen. In: Das dialogische Prinzip. 1953.
- Reden über Erziehung. 1953.
- Begegnung. Autobiographische Fragmente. 1961.
- Juden, Palästina und Araber. 1961, Ner-Tamid-Verlag.
- Werkausgabe in 3 Bänden bei Lambert Schneider / Heidelberg und Kösel / München: ›Schriften zur Philosophie‹ (Bd. 1, 1962), ›Schriften zur Bibel‹ (Bd. 2, 1964), ›Schriften zum Chassidismus‹ (Bd. 3, 1963).
- Der Jude und sein Judentum. Ergänzungsband zur dreibändigen Werkausgabe. Köln, Melzer 1963.
- Nachlese. 2. Ergänzungsband zur Werkausgabe, Heidelberg 1965.